# Lędzin
Lędzin – wieś sołecka w północno-zachodniej Polsce, położona w woj. zachodniopomorskim, w powiecie gryfickim, w gminie Karnice przy drodze wojewódzkiej nr 102 i nr 110, ok. 1 km na północny zachód od wzniesienia Sośnica.
We wsi znajduje się zabytkowy wiatrak holenderski z końca XIX wieku.
Według danych z 1 stycznia 2011 roku wieś miała 140 mieszkańców.
W latach 1946–1998 miejscowość administracyjnie należała do województwa szczecińskiego.